# Philo van Alexandrië
Philo van Alexandrië (20 v.Chr. – 50 n.Chr.), ook genaamd Philo Judaeus, was een hellenistische joodse filosoof uit Alexandrië.
Philo maakte gebruik van allegorie om de Griekse met de joodse filosofie te doen samensmelten. Hij maakte daarbij gebruik van de werkwijze van zowel de joodse exegese als de stoïcijnse filosofie. Zijn allegorische exegese was van belang voor een aantal christelijke kerkvaders, maar in het jodendom vond hij weinig gehoor.
Philo stelde dat de logos (λόγος, Grieks voor "woord") Gods scheppende beginsel was. Dit vinden we in het christendom ook, bijvoorbeeld in Johannes hoofdstuk 1. De Logos (voorzienigheid) was een bekende term binnen het stoïcisme, waar men er het goddelijk principe dat volgens deze richting overal in werkzaam was, mee aanduidde.

## Familie en levensbeschrijving
Julius Philo werd geboren in een voorname familie die al vele generaties in Alexandrië woonde. In die periode hadden de Ptolemaeën in Egypte en de Seleuciden het in Syrië voor het zeggen. Zijn grootvader of zijn vader verkregen zelfs het Romeins burgerrecht van Julius Caesar. Philo had twee broers: Alexander de Alabarch en Lysimachus.
Zijn familie had sociale banden met de priesters in Judea en het Hasmonese koningshuis, met de familie Herodes en met het keizerlijk hof in Rome. Het lijkt er op dat Philo de tempel in Jeruzalem maar één keer bezocht heeft.
Philo leefde in dezelfde tijd als Jezus van Nazareth en de apostelen. Philo en zijn broers kregen een gedegen opleiding in de hellenistische cultuur van Alexandrië en de cultuur van Rome. Ze verdiepten zich in de cultuur van Egypte en natuurlijk de joodse literatuur en de traditie van het jodendom.
Philo was de oom van Tiberius Julius Alexander en Marcus Julius Alexander, de zonen van zijn broer Alexander de Alabarch. Marcus Julius Alexander was de eerste echtgenoot van prinses Julia Berenice, dochter van Herodes Agrippa I. Marcus overleed in 43 of 44.

## Biografie
We kennen een aantal details over het leven van Philo uit Legatio ad Gaium ("Bezoek aan Gaius") en van Flavius Josephus. Het bezoek aan keizer Gaius (Caligula) vond plaats in het jaar 40 en had als bedoeling een uitweg te vinden uit de burgeroorlog die dreigde tussen Joden en Grieken in Alexandrië.
Flavius Josephus vertelt in Oudheden dat de joodse bevolking Philo vroeg hen te vertegenwoordigen in de gesprekken met keizer Gaius Caligula. Josephus vermeldt dat Philo een goede filosoof was.
Volgens Josephus weigerden de Joden van Alexandrië de keizer goddelijke eer te bewijzen.
Philo zelf vertelt dat er in en om Alexandrië zo'n miljoen Joden woonden, in twee van de vijf stadswijken. Volgens hem werden de onlusten geprovoceerd doordat de Romeinse gouverneur twee beelden van de keizer in de synagoges liet plaatsen. De Romeinse gouverneur haalde meedogenloos uit en verbrandde zelfs een gezin. Hij werd uiteindelijk verbannen.

## Filosofie
Philo blijkt in zijn werken goed bekend met de Griekse epische dichtkunst, filosofie en wetenschap. Hij ziet een tweedeling in de wereld, tussen God en de wereld, tussen het eindige en het oneindige, een tweedeling die ook gezien wordt in het platonisme en het neopythagorisme. De invloed van het stoïcisme is onmiskenbaar. God is de enige uiteindelijke oorzaak van de wereld. Van God gaat de kracht uit die de wereld onderhoudt. In het concept van de Logos wordt een aantal Griekse filosofische concepten met elkaar verbonden.
Zijn versie van het scheppingsverhaal komt overeen met dat van Plato. Hij volgt diens dialoog Timaeus en plaatst de schepping voor het begin van de tijd. De invloed van Pythagoras wordt zichtbaar in zijn getallensymboliek.
In zijn psychologie vinden we gedachten van Aristoteles en de stoïcijnen terug. Met Plato ziet hij het lichaam als bron van alle kwaad.
Philo verdedigde met zijn filosofie joodse religieuze waarheden. Hij accepteerde de gedachten die daarmee overeenkwamen en verwierp de gedachten die daarmee in strijd waren.
Op zijn beurt heeft Philo grote invloed uitgeoefend op het christendom, waarin joodse theologische ideeën en Griekse filosofische gedachten herkenbaar zijn.

## De Tenach
Philo las de Tenach in de Griekse vertaling van de Septuagint.
De woorden van Mozes neemt hij als woorden van God, al maakt hij wel verschil tussen woorden van God, zoals de tien geboden, en decreten van Mozes. Toch beschouwt hij de hele Thora als goddelijk, ook de accenten en de letters.
De Hebreeuwse canon was nog niet afgebakend in de tijd van Philo, en het is ook niet duidelijk
welke boeken hij kende. Hij citeert Ezechiël, Daniël, Klaagliederen, Ruth, het Hooglied, Prediker en Ester. Philo beschouwt de Bijbel niet alleen als bron van religieuze, maar ook van filosofische waarheid.

### Allegorie
Zoals de stoïcijnen de geschriften van Homeros allegorisch benaderden, zo deed Philo dat met het Oude Testament.
Philo veronderstelde dat de Bijbel naast een letterlijke ook een allegorische betekenis had, waarvan de laatste de belangrijkste was.
Hij formuleerde een pakket regels die het de lezer mogelijk maakten te herkennen wanneer een allegorische uitleg vereist is.
Voorbeelden zijn: de verdubbeling van een zin, wijdlopigheid van de tekst, herhalingen en getallensymboliek (een is het getal van God, twee is verdeeldheid, het schepsel, de dood; drie is het lichaam, of God en zijn macht, enzovoort).

### Kosmologie
Philo beschouwde, net als Plato en de stoïcijnen, de materie als ongeschapen en tegengesteld aan het goddelijke. Materie heeft geen eigenschappen of vorm. Hij ziet God als architect of hovenier, die de huidige wereld schiep door orde aan te brengen.

### De mens
Philo beschouwt de lichamelijke natuur van de mens als minderwaardig en als een hindernis voor zijn ontwikkeling, die hij nooit kan overwinnen en die hij niet kan missen. De geest kan echter niet zonder het lichaam, want alles wat hij weet komt via de zintuigen tot hem. Toch is de geestelijke natuur de belangrijkste zijde van de mens. De twee kanten van de mens zijn de aardgebonden zijde, de aesthesis (αἴσθησις), en de geestelijke kant, de nous (νούς), de rede.

### Ethiek

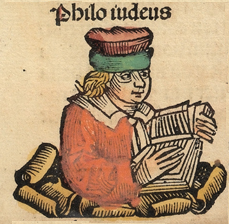
Philo Judaeus in Die Schedelsche Weltchronik

De ziel is in de eerste plaats gericht op lichamelijk genot en heeft de neiging daar helemaal in op te gaan. De ziel wordt geregeerd door irrationele impulsen. Het gevolg van de morele dood die daar de uiterste consequentie van is, zijn onwetendheid en verlies aan beoordelingsvermogen. In zijn dwaasheid weerstaat de mens zelfs God.
De Bijbelse Abraham is volgens Philo een voorbeeld van een mens die de aesthesis inwisselde voor de nous, de rede.
Philo beschouwt enkele personen in de Bijbel als vertegenwoordiger van het volmaakte stadium. Isaak is bijvoorbeeld van het begin af volmaakt.
Een wezenlijk verschil tussen Philo en de stoïcijnen is dat Philo de godsdienst als fundament van alle ethiek beschouwt. De stoïcijnen stellen dat de mens zelf deugd kan bereiken, Philo stelt dat God dat bij de mens moet inplanten.

## In Nederlandse vertaling
- Philo van Alexandrië, De schepping van de wereld, vert. Albert-Kees Geljon, 2020. ISBN 9789463402828
- Philo van Alexandrië, Het leven van Mozes, vert. Albert-Kees Geljon, 2014. ISBN 9789460361944
- Philo van Alexandrië, Over de tien woorden, vert. F. Ledegang, 2011. ISBN 9789460360244
- Philo Judaeus, Pogrom in Alexandrie. Gezantschap naar Caligula, vert. Gé de Vries, 1999. ISBN 9789026315763

### Werken
- Works of Philo (Yonge 1854/55 Eng. transl.)
- The Works Of Philo Judaeus Vol II (1854) (Yonge Eng. transl.)
- Works of Philo - searchable text
- Many (not all) works of Philo - searchable text
- Cohn & Wendland critical edition vol. 1 (1896)
- Cohn & Wendland critical edition vol. 2 (1897)
- Cohn & Wendland critical edition vol. 3 (1898)
- Cohn & Wendland critical edition vol. 4 (1902)
- Cohn & Wendland critical edition vol. 5 (1906)

- Bibsys: 90065126
- Biblioteca Nacional de España: XX1722431
- Bibliothèque nationale de France: cb11919600w (data)
- Catàleg d'autoritats de noms i títols de Catalunya: 981058521799306706
- CiNii: DA01116022
- Gemeinsame Normdatei: 118594001
- International Standard Name Identifier: 0000 0004 5572 6335
- Library of Congress Control Number: n80051891
- Nationale Bibliotheek van Tsjechië: jn20000720071
- Nationale bibliotheek van Australië: 35421783
- Nationale Bibliotheek van Israël: 987007266688305171
- Nationale Bibliotheek van Polen: a0000001182167
- Nationale en Universitaire bibliotheek Zagreb: 000085850
- Nederlandse Thesaurus van Auteursnamen: 068937644
- Réseau des bibliothèques de Suisse occidentale: 02-A012502556
- Istituto Centrale per il Catalogo Unico: CFIV035159
- LIBRIS: 196879
- SNAC: w6bz71fg
- Système universitaire de documentation: 027070980
- Trove: 946904
- Virtual International Authority File: 310526579